# Lüdersdorffstraße
Die Lüdersdorffstraße (ⓘ) im Berliner Ortsteil Weißensee ist eine historische Bezeichnung aus der Zeit von vor 1874 bis etwa 1890 für einen Teil der Parkstraße.

## Namensherkunft
Sie wurde nach dem Politiker Friedrich Wilhelm Lüdersdorff (1801–1886), dem Neffen von Johann Heinrich Leberecht Pistorius benannt.
Die Straße liegt im Gründerviertel – einem Gebiet in Berlin-Weißensee, dessen Straßen und Plätze nach Personen benannt sind, die sich um die Entwicklung und den Ausbau von Weißensee während der Gründerzeit verdient gemacht haben.
Die Schreibweise der Straße schien aber der Namensvariante mit einem „f“ gefolgt zu sein.
Friedrich Wilhelm Lüdersdorf hat von Leberecht Pistorius im Jahr 1858 das Rittergut Weißensee übernommen und das Schloss Weißensee mit Schlosspark (dem heutigen Park am Weißen See) errichtet.

## Straßenverlauf
Die Lüdersdorffstraße war derjenige Teil der Parkstraße, der durch die Pistoriusstraße und die Berliner Allee begrenzt wurde. Seit etwa 1890 ist sie in die Parkstraße einbezogen.